# Thomassen-terrein
Het Thomassen-terrein was een voetbalveld op het fabrieksterrein van de Machine- en Motorenfabriek Thomassen & Co. in De Steeg in de Nederlandse gemeente Rheden. Voetbalvereniging Rheden speelde hier van 1930 tot 1961, waaronder een korte periode in het betaald voetbal.
VV Rheden opende in augustus 1930 haar nieuwe terrein bij Thomassen met een vriendschappelijke wedstrijd tegen Gelria uit Velp met een 5-2 overwinning.
De voorzieningen bij het sportterrein waren sober. Er was slechts een klein kleedkamergebouw met douches en een beperkte toeschouwerscapaciteit van 500 onoverdekte zitplaatsen en 8000 staanplaatsen. Een overdekte tribune ontbrak.

Wel kreeg de vereniging een lichtinstallatie zodat er getraind en geoefend kon worden op het Thomassen-terrein. Op 7 maart 1951 was AGOVV uit Apeldoorn de eerste tegenstander onder kunstlicht.
Tussen 1955 en 1960 speelde VV Rheden in het betaald voetbal. Een jaar na de degradatie naar het amateurvoetbal ging de club spelen op een nieuw sportcomplex aan de IJsselsingel in Rheden.
Het veld bij de fabriek bleef nog liggen tot in de jaren 70, maar maakte toen plaats voor uitbreidingen van Thomassen.